# Hermandad Sindical de Labradores y Ganaderos

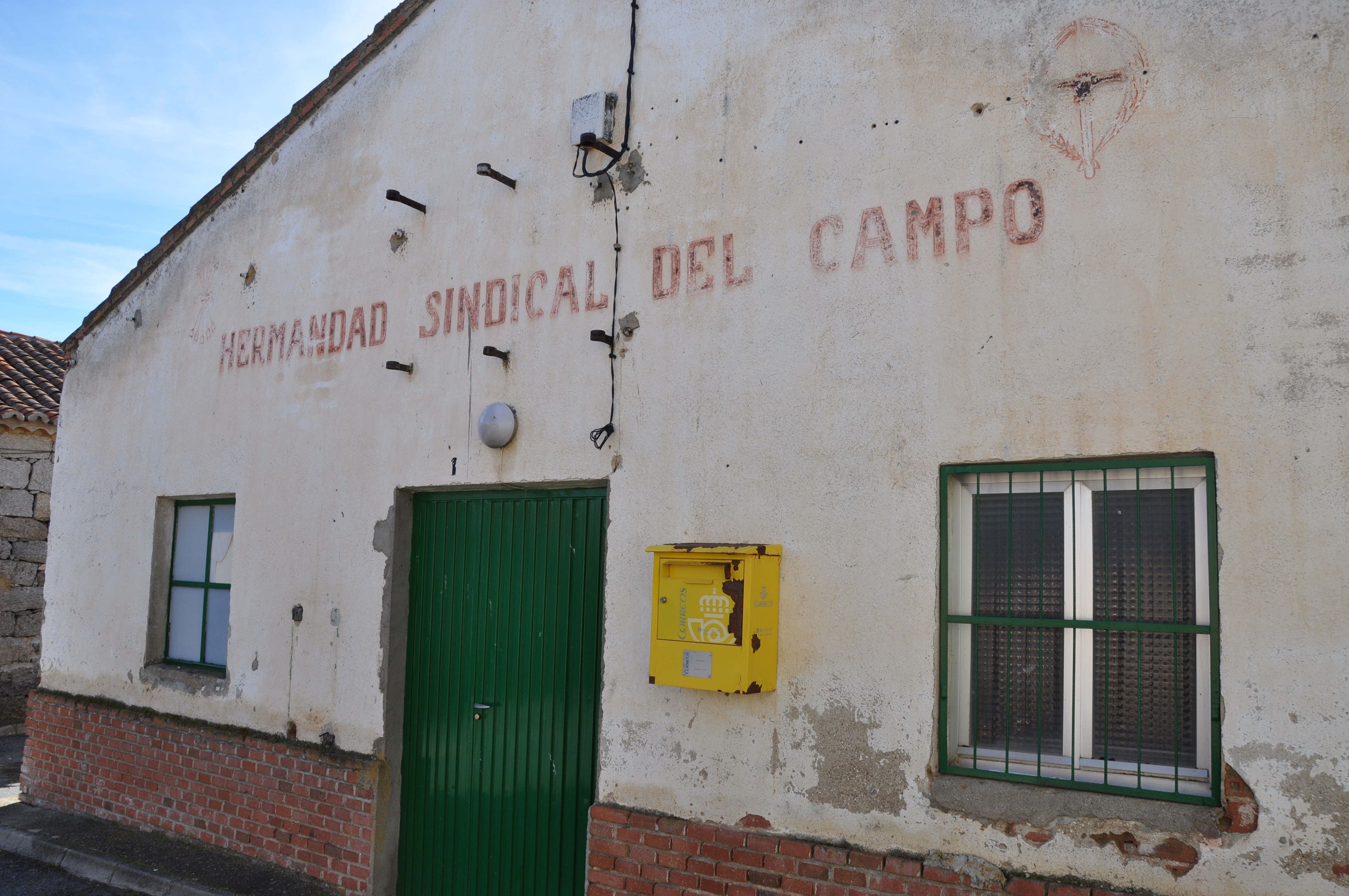
Edificio de la Hermandad Sindical del Campo en Gallegos de Altamiros, Ávila

Las Hermandades Sindicales de Labradores y Ganaderos eran organizaciones sindicales creadas bajo el auspicio del régimen de Franco para la protección y asistencia a los agricultores y los ganaderos mediante un conjunto de organismos de rango local, comarcal, provincial y nacional.
Solo a partir de 1962 y hasta 1980 se creó la Hermandad Sindical Nacional. Como órganos inferiores estaban las Cámaras Oficiales Sindicales Agrarias (C.O.S.A., entre 1947 y 1977).
Las Hermandades Sindicales Locales surgieron a partir de 1944, al igual que las Hermandades Sindicales Comarcales. Se trata de una organización resultado directo del Fuero del Trabajo y de la obligación de sindicación. Estaban por tanto encuadradas dentro de Central Nacional-Sindicalista.
Sus funciones eran muy diversas, como relacionarse con el Servicio Nacional de Productos Agrarios (S.E.N.P.A.), contratar las guarderías rurales, gestionar las básculas de pesos, preparar las cartillas del agricultor, celebrar la contratación de seguros colectivos contra fenómenos meteorológicos como el pedrisco o incendios, etc.

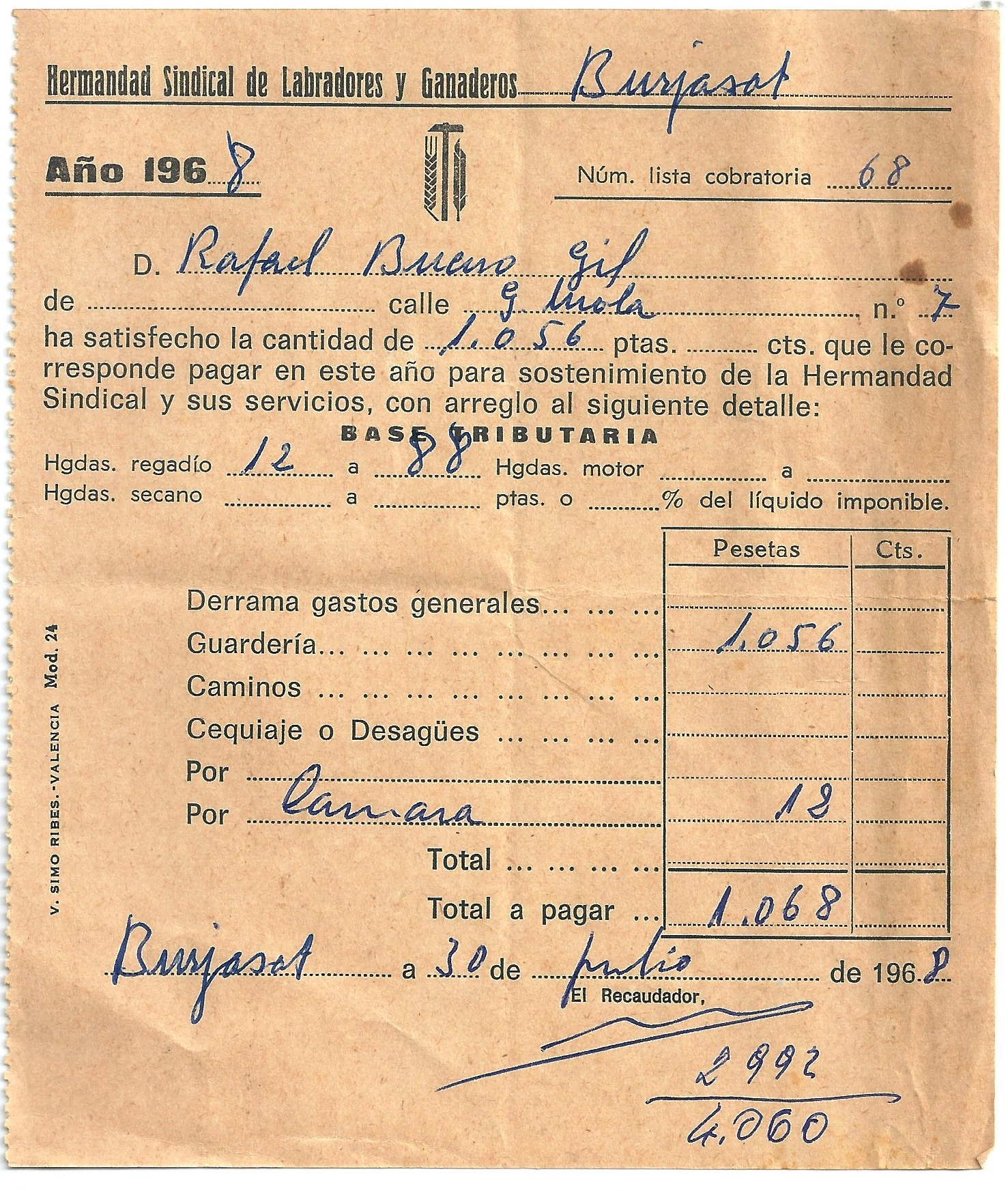
Liquidación y recibo de pago de la cuota. Burjasot, 1968

La complejidad de su estructura dependía de la cantidad de agricultores socios de cada Hermandad.
Destacan la figura del jefe de la Hermandad, la Junta Sindical (asamblea de representantes), o el secretario.
Las Hermandades Sindicales Locales solían estar vinculadas a las cooperativas del campo existentes en cada localidad.
Las hermandades sindicales solían organizar en cada localidad la fiesta de San Isidro, patrón de los agricultores.
Las hermandades sindicales desaparecieron como tales entre 1977 y 1980 con su transformación en las Cámaras Agrarias.